# Kryżopil (stacja kolejowa)
Kryżopil (ukr. Крижопіль) – stacja kolejowa w miejscowości Krzyżopol, w rejonie tulczyńskim, w obwodzie winnickim, na Ukrainie. Położona jest na linii Żmerynka – Odessa.

## Historia
Stacja powstała w XIX w. na kolei odesko-kijowskiej, pomiędzy stacjami Rudnica i Wapniarka.